# Kalinina (sielsowiet Ciareszkawiczy)
Kalinina (biał. Калініна; ros. Калинино, Kalinino) – osiedle na Białorusi, w obwodzie homelskim, w rejonie homelskim, w sielsowiecie Ciareszkawiczy, nad Ucią.
Kalinina położona jest przy drodze magistralnej M8, w pobliżu jej węzła z drogą magistralną M10.